# Jász-Nagykun-Szolnok vármegyei múzeumok listája

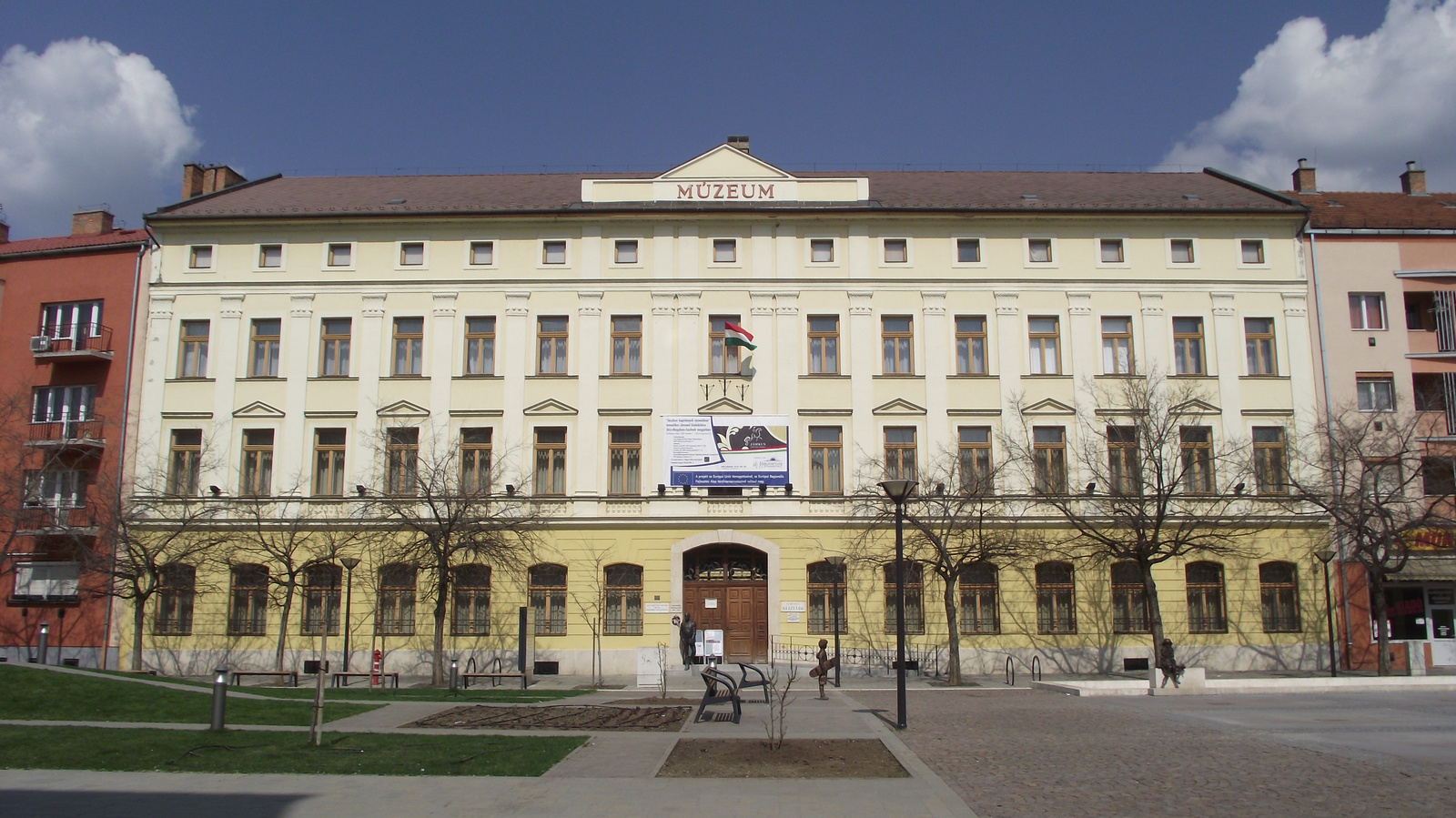
A szolnoki Damjanich János Múzeum

Jász-Nagykun-Szolnok vármegyei múzeumok, állandó kiállítások, tájházak listája.

## Szolnok
- Damjanich János Múzeum (állandó kiállításai: régészeti, néprajzi, történeti, képzőművészeti)
- Magyar Repüléstörténeti Múzeum
- Művésztelep
- Tabáni Tájház
- Szabadtéri Vízügyi Múzeum
- Szolnoki Galéria

## Jászberény
- Jász Múzeum (állandó kiállításai: történelmi, régészeti, néprajzi; Lehel kürtje szentély)
- Hamza Múzeum és Jász Galéria Közalapítvány
- Sisa József alkotóháza

## Karcag
- Györffy István Nagykun Múzeum
- Kántor Sándor Fazekasház
- Nagykunsági Tájház
- Orvostörténeti és Patikamúzeum

## Kisújszállás
- Állandó Néprajzi Kiállítás
- Papi Lajos Alkotóház
- Tájház

## Mezőtúr
- Badár Emlékszoba és Fazekas Alkotóház
- Helytörténeti gyűjtemény
- Peresi Tájház (szivattyúház)
- Túri Fazekas Múzeum

## Tiszafüred
- Kiss Pál Múzeum
- Nyúzó Gáspár Fazekas Tájház
- Szűcs Imre fazekas kiállítása

## Túrkeve
- Finta Múzeum
- Győrffy-tanya
- Gyöngyösház

## Egyéb települések
- Abádszalók, Babamúzeum
- Alattyán, Gecse Tájház
- Jászapáti Tanyamúzeum, Vágó Pál Helytörténeti Gyűjtemény
- Jászárokszállás, Jász-ház
- Jászdózsa, Tájház
- Jászboldogháza, Helytörténeti Gyűjtemény
- Jászfényszaru, Kiss József Helytörténeti Gyűjtemény
- Jászjákóhalma, Helytörténeti Gyűjtemény
- Jászszentandrás, Szarvasgomba Múzeum
- Jásztelek, Tájház
- Kenderes, Horthy Családi Kripta, Tengerészeti Múzeum
- Kunhegyes, Néprajzi Gyűjtemény
- Kunszentmárton, Kunszentmártoni Múzeum
- Nagykörű, Tájház, Baranyó Sándor festőművész műteremháza
- Tiszaföldvár, Tiszazugi Földrajzi Múzeum
- Tiszavárkony, Tiszavárkonyi Alkotóház
- Törökszentmiklós, Helytörténeti gyűjtemény
- Újszász, Orczy-kastély